# 亀島 (倉敷市)
亀島（かめじま）は、岡山県倉敷市水島にある地域である。
連島の南部を占める。現在の亀島・亀島新田・連島中央・神田からなる。矢柄は、旧亀島村域であるが、現在、大半の部分が小学校区が隣接の連島東学区となっており、含む場合と含まない場合がある。

## 概要

### 旧・亀島新田エリア
亀島・亀島新田・連島中央・神田の住所が該当。連島山塊中部の矢柄の南方に広がる平地で、近世の干拓地である。地区南端部に亀島山という丘（標高約30m）があり、かつては島であった。現在は水島工業地帯の造成や道路建設のために形を崩しているが、以前は亀のような形をしていた。地名もこの山に由来したもの。
連島が島から陸続きになった後、連島は東西高梁川の河口部となったため、連島の南には広大な干潟が生まれた。延宝2年に倉敷支配所代官がこの干潟を18町歩干拓し、翌年に28町歩を干拓。ついで延宝6年には、成羽藩山崎氏が倉敷の許可のもと150町歩を干拓。これらの干拓地を併せて、南端部にあたる亀島の名を取り亀島新田村（かめじましんでんそん）と称し、元禄10年に成羽領分となり、明治に至る。
『備中村鑑』では、浅口郡亀島新田村として幕末頃の石高を約8千石としているが、これには鶴新田（後述）が含まれている。
明治22年6月1日に連島村から別れた矢柄村・北面新田村の旧矢柄分の一部と亀島新田村とが合併し、村制による亀島村（かめじまそん）を新設した。同36年1月1日には亀島・西之浦・鶴新田・連島の4村が合併し、連島村（のち連島町）を新設した。
当地東部の東高梁川河口部の廃川地が市街地として整備され、さらに南側の干拓埋立地に水島工業地帯が造成されると、亀島新田は大型道路が整備され、宅地・事業所・商店が多く立地し人口が急増。住所表記も改められ、新たな大字として亀島1〜2丁目・神田1〜3丁目、連島中央1〜5丁目などが設置され、亀島新田の地名は矢柄との境界付近にわずかに残るのみである。

## 学区
小学校区
- 矢柄の一部・亀島新田（一部除く）・西之浦（北面・弁財天・青木・宮之浦を除く）・連島中央2-3丁目（各一部除く）・連島中央4-5丁目は連島西浦小学校区。神田・亀島の各全域および連島中央1丁目の一部は連島神亀小学校区。矢柄（一部および北面除く）および亀島新田・連島中央2-3丁目の各一部は連島東小学校区。矢柄のうち北面は連島北小学校区。

中学校区
- 矢柄のうち北面のみが倉敷第一中学校区（倉敷市地区）。残る全域は連島中学校区。

## 地勢
山岳
- 亀島山

## 産業
- 酒造 - 「嶺乃誉」の渡辺酒造がある

## 主要施設
行政施設
- 連島中央交番 - 連島中央3

教育・保育施設
- 倉敷市立連島神亀小学校 - 神田3
- 倉敷市立連島中学校 - 連島中央5
- 倉敷市立西浦東幼稚園 - 亀島新田
- 倉敷市立連島保育園 - 連島中央5
- のぞみ保育園 - 神田1

郵便局
- 連島中央郵便局 - 連島中央2
- 倉敷亀島二郵便局 - 亀島2

金融機関
- 水島信用金庫 矢柄支店 - 連島中央2
- 水島信用金庫 連島支店 - 連島中央5
- 労金 水島支店 - 神田2
- 岡山商銀 倉敷支店 - 神田2

医療機関
- 松枝病院 - 連島中央5
- 水島第一病院 - 神田2

企業事業所
- 水島車輌 - 連島中央4
- 渡辺酒造 - 亀島新田

商店
- ニシナ・フードバスケット 連島中央店 - 連島中央2
- ニシナ・フードバスケット 神田店 - 神田2
- モスバーガー 倉敷水島店 - 連島中央1
- ホンダカーズ倉敷南 水島店 - 連島中央4

娯楽施設
- 水島バッティングセンター - 神田1

## 名所・旧跡
- 亀島山
  - 亀島山花と緑の公園

## 交通
道路
- 岡山県道274号福田老松線
- 岡山県道275号藤戸連島線
- 岡山県道428号倉敷西環状線